# المسجد الأول
المسجد الأول (بالإنجليزية: Auwal Mosque ) بني المبنى على شارع دروب في مدينة كيب تاون في عام 1798، وكان أول مسجد يبنى في جمهورية جنوب أفريقيا، وتم بناء المسجد على أرض تابعة للمولى كوريدون فان سيلان.
وبسبب النزاع الذي حصل في تقرير واختيار الإمام القادم للجماعة، تم انقسام جزء من جماعة الأول في عام 1807، وشكلت على اثر هذا الانقسام المسجد الثاني في مدينة كيب تاون، وهو مسجد شجرة النخيل على الشارع الطويل.